# Commodore MAX Machine
De Commodore MAX Machine, ook wel bekend als Ultimax in de Verenigde Staten en als VC-10 in Duitsland, was een homecomputer ontworpen en verkocht in 1982 door Commodore International in Japan, de voorloper voor de Commodore 64.
In tegenstelling tot de C-64, verkocht de MAX nooit goed en werd hierdoor snel beëindigd.